# Spider-Man: Edge of Time
Spider-Man: Edge of Time è un videogioco del 2011 sviluppato da Beenox per Xbox 360, PlayStation 3, Wii, Nintendo DS e 3DS.

## Trama
Il gioco inizia con Peter Parker/Spider-Man che muore lottando contro l'Anti-Venom/Eddie Brock, sotto gli occhi di un Miguel O'Hara/Spider-Man 2099 impotente mentre cercava di salvarlo. Ritrovando l'inizio dell'evento, nell'anno 2099 Miguel O'Hara indaga sullo scienziato dell'azienda Alchemax Walker Sloan, e scopre che questi intende tornare indietro nel tempo per fondare l'Alchemax anni prima del suo tempo, permettendogli di ricostruire l'azienda a sua immagine e smantellare i suoi rivali aziendali prima ancora che siano consolidati. Spider-Man 2099 arriva proprio mentre Sloan entra nel suo Portale, ma salta troppo tardi attraverso di esso per fermarlo. Intrappolato nel Portale, Spider-Man 2099 vede la morte dello Spider-Man originale (anche se non per mano di chi). Essendo tornato indietro nel 2099, Miguel (non risentito di essere intrappolato nel portale), scopre che l'interferenza di Sloan ha ridotto New York City a un'orrenda distopia, dove la Alchemax è stata fondata anzi tempo; lo stesso Peter Parker, che dovrebbe lavorare per il Daily Bugle, è un dipendente della Alchemax nel reparto genetica. Miguel usa il DNA di Peter Parker, conservato negli archivi dell'azienda, per creare un legame cronologico con lui nel presente (la domanda di Peter se gli "altri me" sono nella sua testa suggerisce che ciò avviene nella stessa continuità di Shattered Dimensions). Parker viene avvertito della sua morte al 66º piano, ma si rifiuta di obbedire ai suoi ordini di fuggire essendovi un folle a piede libero e viaggia fino al 66º piano.
Durante i loro discorsi, i due Spider-Men scoprono che il tunnel spaziale tra le loro linee temporali ha creato un "campo di causalità quantistica", con il risultato che le azioni intraprese nel passato cambiano automaticamente il futuro; ne è un esempio Spider-Man che distrugge un generatore di campi di forza in un campo di forza che blocca il percorso di Spider-Man 2099 in futuro, sostituito dalle sentinelle dei robot. Viaggiando fino al 66º piano, Spider-Man affronta Anti-Venom, Sloan e il Dr. Octavius, quest'ultimo costretto a lavorare come complice del secondo. L'Uomo Ragno combatte l'Anti-Venom, che però drena i suoi poteri fino alla morte, ma lo Spider-Man 2099 tira Peter attraverso il Portale e riesce a salvarlo. Lasciando Peter nel 2099 a guarire in una camera di rigenerazione, Miguel viaggia nel passato e combatte contro l'Anti-Venom, rompendo il chip che ha permesso a Sloan di controllarlo. Furioso, Anti-Venom porta se stesso, Sloan e Octavius nel Portale, destabilizzandolo.
Entrambi gli Spider-Men sono ora bloccati l'uno nei tempi dell'altro, con eventi che si verificano come la quasi morte di Mary Jane Watson ad Alchemax prima che Miguel la salvi, e un combattimento con Black Cat 2099. Entrambi gli Spider-Men, però, sono ostacolati dai tentacoli meccanici del Dr. Octavius, che appaiono dal nulla. Mentre studia gli archivi centrali della compagnia per capire come riparare il Portale, Spider-Man incontra il CEO, ovvero il capo, della Alchemax e scopre di essere lui del futuro, diventato tale grazie a un farmaco anti-invecchiamento e che ha progettato l'intera crisi per i propri scopi. Il portale viene riparato, e gli Spider-Men ritornano alle loro rispettive linee temporali, ma Peter viene seguito da una versione grottesca di Anti-Venom con i tentacoli di Octavius, soprannominata "Atrocity". Spider-Man lo attira in una trappola e ne preleva un campione di DNA, consentendo a Spider-Man 2099 di decifrare le letture, scoprendo che essa fu creata dall'errore di Anti-Venom di spingere Sloan e Octavius nel portale con lui, fondendoli insieme.
Mentre Spider-Man 2099 teorizza che forzare Atrocity nel portale interromperebbe e porrebbe fine alla tempesta temporale, viene contattato dal CEO, Peter Parker 2099, che rivela che intende sfruttare la tempesta quantistica per riscrivere la sua storia, salvare le persone che amava (tra cui Gwen Stacy, il padre di lei, lo zio Ben e molti altri), annullare gli errori del passato e rifare l'intero universo a sua immagine. Dopo una battaglia finale contro Atrocity e il CEO, Spider-Man e Spider-Man 2099 passano entrambi nel varco; il conseguente rilascio di energia quantica collassa il Ponte e pone fine alla tempesta temporale, che inverte anche i cambiamenti causati da Sloan e l'amministratore delegato, che non lasciano nulla e nessuno tranne il duo Spider-Men con qualche ricordo di loro. Il gioco termina con Spider-Man 2099 che dà a Spider-Man una lezione sui viaggi nel tempo, che Parker ascolta con piacere, in quanto, a quanto pare, ha tutto il tempo del mondo.

## Modalità di gioco
Il gameplay è molto simile a quello di Spider-Man: Shattered Dimensions in quanto è sviluppato dagli stessi autori Beenox, sono disponibili Spider-Man e Spider-Man 2099. Le abilità tra Amazing Spider-Man e Spider-Man 2099 presentano sostanziali differenze e similitudini: tralasciando il tradizionale senso del ragno, ognuno dei due Spider-Man ha la sua nuova esclusiva abilità.
L'originale Spider-Man (Peter Parker) presenta una modalità "iper-senso", che gli permette di muoversi rapidamente, polverizzando i nemici uno alla volta o passando attraverso elaborati sistemi di difesa laser senza farsi male.
Spider-Man 2099 (Miguel O'Hara) può creare una falsa simulazione di se stesso per deviare un nemico, o attaccare senza che se ne accorga o spostarsi in un'altra area illeso mentre il loro attacco distrugge qualcosa davanti a lui, come un lucchetto molto sicuro.

## Accoglienza
| Testata                          | Versione | Giudizio |
| -------------------------------- | -------- | -------- |
| Metacritic (media al 30-01-2020) | 3DS      | 50/100   |
| Metacritic (media al 30-01-2020) | DS       | 50/100   |
| Metacritic (media al 30-01-2020) | PS3      | 58/100   |
| Metacritic (media al 30-01-2020) | Wii      | 62/100   |
| Metacritic (media al 30-01-2020) | X360     | 57/100   |
| Play Generation                  | PS3      | 71/100   |
| IGN                              | PS3      | 4.5/10   |
| IGN                              | X360     | 4.5/10   |
| IGN                              | Wii      | 6/10     |
| IGN                              | 3DS      | 5.5/10   |
| GameSpot                         | PS3      | 6/10     |
| GameSpot                         | X360     | 6/10     |
| Game Informer                    | PS3      | 6,5/10   |
| Destructoid                      | PS3      | 5/10     |
| GamePro                          | PS3      | 3/5      |
| GamePro                          | X360     | 3/5      |
| Joystiq                          | PS3      | 2,5/5    |
| GameTrailers                     | PS3      | 5,4/10   |
| Eurogamer                        | PS3      | 6/10     |
| GamesRadar+                      | Tutte    | 3/5      |

Il gioco ha ricevuto un'accoglienza mista. McKinley Noble di GamePro lo ha ritenuto incapace di dimostrarsi all'altezza di Shattered Dimensions, e lo ha votato con 3 stelle su 5. Joystiq lo ha votato con un 2.5/5 criticandone lo scarso uso del personaggio da parte di Beenox. IGN ne ha votato le versioni per PS3 e Xbox 360 con un 4.5 su 10, quella Wii con un 6/10 e quella Nintendo 3DS con un 5.5/10. GameSpot lo ha votato con un 6 su 10, dichiarando: "racconta una storia di salti temporali godibile, ma vestire i panni dei suoi due eroi non fa tanto entusiasmare come sembra." Game Informer lo ha votato con un 6.5, dichiarando: "Edge of Time è un grande passo indietro dalla formula che aveva funzionato." Destructoid lo ha votato 5 su 10. GameTrailers lo ha votato 5.4 su 10, lodandone storia e doppiaggio ma criticandone il gameplay ripetitivo.
La rivista Play Generation diede alla versione per PlayStation 3 un punteggio di 71/100, apprezzando la trama ben congegnata e il principio di causa e effetto ma come contro la qualità tecnica non eccezionale degli scenari e della gestione dell'inquadratura, finendo per trovarlo un action game estremamente semplice e molto breve ma con una buona sceneggiatura, il quale sarebbe stato consigliato ai fan del fumetto.